# Loxian
Il loxian è una lingua artistica creata dalla compositrice Roma Ryan e utilizzata per la prima volta in tre canzoni contenute nell'album Amarantine di Enya, pubblicato nel 2005, e per la seconda volta in due canzoni dell'album Dark Sky Island di Enya pubblicato nel 2015. Il termine loxian deriva apparentemente dal greco (Loxos: obliquo, inclinato). In origine però il nome della lingua avrebbe dovuto essere errakan che in gaelico significa all'incirca "La gente che viene dalla Luna".

## Storia
Ryan creò la lingua quando si accorse di non riuscire a scrivere testi soddisfacenti in inglese, gaelico o latino per alcune delle canzoni di Enya. L'idea le venne dopo aver lavorato con le lingue elfiche di Tolkien scrivendo testi in queste lingue per una delle tracce registrate nel 2001 da Enya per la colonna sonora del film di Peter Jackson Il Signore degli Anelli - La Compagnia dell'Anello.
Il loxian viene descritto dalle sue creatrici come una "lingua futuristica di un pianeta lontano"; Il suo sistema di scrittura (visibile sia nel CD Amarantine sia nel libro Water Shows the Hidden Heart) è stato progettato su ispirazione dei linguaggi di Tolkien, sull'alfabeto runico e su elementi della stenografia Pitman.
Dopo aver esaminato il loxian, Terry Dolan, un professore di inglese allo University College di Dublino, ha offerto la sua opinione professionale sulla lingua: Sembra scegliere elementi a caso. Si basa su diverse forme di linguaggi di tutto il mondo come l'inglese antico, l'hindi, il gallese, ma soprattutto lo yupik. È molto variabile al livello linguistico, sembra che non possieda alcuna forma di grammatica o sintassi, il che ne mina considerevolmente la comprensibilità. La scrittura assomiglia a quella di molte lingue esistenti. Essa è disegnata sulle scritture di Tolkien, sulle rune [sic] e possiede inoltre elementi del Pitman shorthand.
Enya ha descritto i Loxiani come esseri che "vivono su un altro pianeta e che osservano lo spazio, domandandosi, 'Siamo noi gli unici che esistono?'"
Roma Ryan ha scritto un libro pubblicato nel dicembre 2005, intitolato Water Shows The Hidden Heart, che fornisce delle informazioni aggiuntive sulle tre canzoni in loxian ed esplora lo sviluppo della lingua.
Enya e Ryan considerano il loxian una loro proprietà intellettuale soggetta alle restrizioni del copyright; riprodurre la lingua senza il permesso della loro etichetta discografica, la Aigle Records, è considerata una violazione di copyright. Come nel caso del klingon, vi sono delle dispute sul fatto che una lingua possa essere soggetta al diritto d'autore.